# Atilio Vivacqua
Atilio Vivacqua är en kommun i Brasilien.   Den ligger i delstaten Espírito Santo, i den sydöstra delen av landet, 900 km sydost om huvudstaden Brasília. Antalet invånare är 9 840.
Omgivningarna runt Atilio Vivacqua är huvudsakligen savann. Runt Atilio Vivacqua är det glesbefolkat, med 19 invånare per kvadratkilometer.